# Keilalphabetische Texte aus Ugarit
Keilalphabetische Texte aus Ugarit of Keilschrifttexte aus Ugarit, afgekort KTU, is de standaard naslagwerkcollectie voor de Ugaritische spijkerschriftteksten uit de antieke stadstaat Ugarit (Oegarit). De Duitse namen voor deze collectie betekenen letterlijk "Spijkeralfabetische Teksten uit Ugarit" en "Spijkerschriftteksten uit Ugarit" (Keil is Duits voor "keil", "keg" of "wig" en Keilschrift betekent "spijkerschrift".)
De redacteurs zijn onder meer Manfried Dietrich (1935) van het Institut für Altorientalische Philologie (Westfaalse Wilhelms-Universiteit), Oswald Loretz en Joaquín Sanmartín (Universiteit van Barcelona).
De afkorting wordt meestal gebruikt volgens het Duits. In KTU³ betekent ³ de derde editie: Dietrich, Loretz en Sanmartin. The Cuneiform Alphabetic Texts from Ugarit, Ras Ibn Hani and Other Places. Münster 2013. Soms wordt de afkorting CAT ook gehanteerd voor de tweede editie, maar dat is minder gebruikelijk.
Het catalogussysteem van de KTU overlapt met twee eerdere systemen:
- UT - Cyrus Gordon Ugaritic textbook, Rome (1965)
- CTA - Andrée Herdner Corpus tablettes alphabetiques, Parijs (1963).